# Социал-патриотизм
Социа́л-патриоти́зм — это открыто патриотическая позиция, сочетающая патриотизм с социализмом. Впервые он был выявлен в начале Первой мировой войны, когда большинство социал-демократов решили поддержать военные усилия своих правительств и отказались от социалистического интернационализма и солидарности трудящихся.
Социа́л-шовини́зм можно описать как агрессивный или фанатичный патриотизм, особенно во время войны, в поддержку собственной нации (например, правительства, культуры и т. д.) против другой нации (наций), проявляемый теми, кто является социалистами или социал-демократами. Во время Первой мировой войны большинство левых политических партий заняли социал-шовинистическую позицию, за редким исключением. Большинство социалистов отказались от своего антимилитаризма и веры в международное единство рабочего класса в пользу «защиты отечества» и перешли к социал-шовинизму, в первую очередь, немецкая социал-демократическая партия и французская социалистическая партия.
Назревал разрыв с социал-патриотизмом, приведший к созданию Третьего Интернационала.

## Влияние на промышленные действия
Следствием этой политики в области трудовых отношений в воюющих странах стало то, что в Германии называлось Burgfriedenspolitik, термин, происходящий от средневекового понятия «мир (особенно между враждующими семьями) в осажденном городе». В других странах были свои собственные условия. Таким образом, на время прекращались забастовки. Когда они вновь возникли после Первой мировой войны, в сочетании с примером победы большевиков в революции, тоска по условиям, которые сложились во время войны, стала основной мотивацией фашизма.

## Международная социалистическая конференция в Циммервальде, Сентябрь 1915
На Международной социалистической конференции в Циммервальде социал-патриоты были определены как «открыто патриотическое большинство бывших социал-демократических лидеров» в Германии. Во Франции и Австрии также было названо большинство, в Великобритании и России — некоторые, такие как Генри Гайндман фабианцы, профсоюзные деятели, Георгий Плеханов, Илья Рубанович и «Наша заря». После конференции был основан политический журнал Vorbote с Антоном Паннекуком в качестве редактора. В предисловии к первому номеру Паннекок призвал к «бескомпромиссной борьбе» против социал-патриотов, а также открытых империалистов, ведущей к созданию Третьего Интернационала через разрыв с социал-патриотизмом.

## Второй конгресс Коммунистического интернационала, 1920
После основания Коммунистического Интернационала 21 условие, принятое на Втором конгрессе (1920), гласило:
"6. Каждая партия, желающая принадлежать к Коммунистическому Интернационалу, обязана разоблачать не только открытый социал-патриотизм, но и двуличие и лицемерие социал-пацифизма; систематически разъяснять рабочим, что без революционного свержения капитализма никакие международные арбитражные суды, никакие договоры, ограничивающие производство оружия, никакое "демократическое" обновление Лиги Наций не смогут предотвратить новых империалистических войн".

## Литературное влияние
Именно эта концепция лежит в основе первого девиза трехсторонней серии Джорджа Оруэлла в его романе, опубликованном в 1949 году под названием «1984»: Война — это мир. Его воображаемое общество ограждает себя от протестов, вызванных трудом, постоянно находясь в состоянии войны.

## Критика
Двумя яркими примерами коммунистов, которые боролись против социал-шовинизма в Германии во время Первой мировой войны, были Роза Люксембург и Карл Либкнехт. Они выступали за пролетарский интернационализм, считая, что общие социальные отношения объединяют рабочих вне любых национальных границ. Они подчеркивали, что единственное насилие, которое должен применять пролетариат, — это насилие, необходимое в социалистической революции.

## В России
В России сторонниками социал-патриотизма были меньшевики-оборонцы, выступавшие за участие России в Первой мировой войне, меньшевики-обронцы признавали войну со стороны России оборонительной, а проигрыш Россией войны полагали не только национальной трагедией, но и ударом по всему русскому рабочему движению. Плеханов, глава меньшевиков-оборонцев, призывал голосовать в Думе за военные кредиты.